# Zoamba
Zoamba est une localité située dans le département de Pibaoré de la province du Sanmatenga dans la région Centre-Nord au Burkina Faso.

## Géographie
Zoamba se situe à 5 km au nord-ouest de Ouédeguin et à environ 17 km au sud de Niangré-Tansoba et de Pibaoré, le chef-lieu du département. Le village se trouve à 2,5 km au sud de la route régionale 2 reliant Boulsa à Korsimoro.

## Éducation et santé
Le centre de soins le plus proche de Zoamba est le centre de santé et de promotion sociale (CSPS) de Ouédeguin tandis que le centre hospitalier régional (CHR) se trouve à Kaya.
Le village possède une école primaire publique.